# Kunzeana curiosa
Kunzeana curiosa är en insektsart som först beskrevs av Beamer 1945.  Kunzeana curiosa ingår i släktet Kunzeana och familjen dvärgstritar.
Artens utbredningsområde är Arizona. Inga underarter finns listade i Catalogue of Life.